# Abido (Ellesponto)
Abido (o Abydos, secondo l'originale greco-latino in uso presso altre lingue) è un'antica città della Misia, in Asia Minore, situata a Nara Burnu sul miglior approdo presente sul lato asiatico dell'Ellesponto.
Di fronte, sul lato europeo, dall'altra parte dello stretto, si trova Sesto, nel Chersoneso Tracico. Queste due città segnano gli estremi del passaggio più breve tra le due sponde dei Dardanelli, che in questo punto si restringono a poco più di un miglio.

## Mito
Le due città che si fronteggiavano sullo stretto sono note per il celebre mito di Ero e Leandro: Leandro morì in quel mare cercando di raggiungere a nuoto, come ogni notte, la sua amata Ero, sacerdotessa di Afrodite nella città di Sesto. Ispirato dal mito, Byron volle ripetere di persona la traversata a nuoto dello stretto.

## Storia
La prima menzione di Abido la troviamo nel catalogo degli alleati troiani nell'Iliade: era controllata da Asio, il giovane re di Arisbe. Probabilmente era una città trace, come sostiene Strabone, ma fu poi colonizzata dai milesi, con il consenso di Gige, re della Lidia, intorno al 700 a.C.
Abido fu occupata dai Persiani nel 514 a.C., e Dario la diede alle fiamme nel 512 a.C. Qui Serse costruì il famoso ponte di barche sull'Ellesponto per attraversare trionfalmente lo stretto con il suo esercito nel 480 a.C. durante l'invasione persiana della Grecia. In quei pressi si svolse anche la punizione rituale inflitta da Serse al tratto di mare, colpevole di aver offeso senza motivo il Gran Re (si veda: Flagellazione dell'Ellesponto).
Abido entrò a far parte, in seguito, della lega di Delo, finché non si rivoltò all'egemonia ateniese nel 411 a.C. Si legò in un'alleanza con Sparta fino al 394 a.C.; il re di Sparta Agesilao II passò di qui ritornando in Grecia dalla sua spedizione contro il satrapo Farnabazo a favore delle poleis della Ionia.
Abido passò poi sotto il dominio Achemenide, fino al 334 a.C.
Alessandro Magno, passando nello stretto, scagliò una lancia verso la città, volendo affermare simbolicamente il suo dominio sull'Asia.
Abido è anche celebre per la vigorosa resistenza che seppe opporre a Filippo V di Macedonia nel 200 a.C.
La posizione strategica per commerci e navigazione, le conferì una grande importanza sia politica che commerciale; ne fu conseguenza la lunga tradizione di battere moneta che durò, ininterrotta, dall'inizio del V secolo a.C. fino alla metà del III secolo, in epoca tardo imperiale.
La città, fino al tardo impero bizantino (1350), rimase una stazione doganale e di dazio per il transito nell'Ellesponto; passata sotto l'impero ottomano decadde in poco tempo quando il baricentro dell'area, sotto il sultano Maometto II, si spostò sui Dardanelli (c. 1456).
Il sito, d'importanza strategica anche in tempi successivi, è stata zona interdetta nel XX secolo.